# Glaucolepis lavandulae
Glaucolepis lavandulae is een vlinder van de familie van de dwergmineermotten (Nepticulidae). De wetenschappelijke naam is voor het eerst voorgesteld als Trifurcula lavandulae door de broers Zdeněk Laštůvka en Aleš Laštůvka in een publicatie uit 2007.

## Verspreiding
De soort komt voor in Frankrijk en Spanje.

## Biologie
De rups leeft in en van de bladeren van Lavandula latifolia Medicus en Lavandula angustifolia Miller. De gangmijn zit aan de bovenkant van het blad. De larve mineert in twee of drie bladeren en verhuist van het ene naar het andere blad via de bladsteel en de stengelschors. De verpopping vindt buiten het blad plaats.